# Valencia Club de Fútbol 2009-2010

## Rosa
| N. |                        | Ruolo | Calciatore                  |
| -- | ---------------------- | ----- | --------------------------- |
| 1  | Spagna (bandiera)      | P     | César Sánchez               |
| 2  | Spagna (bandiera)      | D     | Bruno Saltor                |
| 3  | Paesi Bassi (bandiera) | C     | Hedwiges Maduro             |
| 4  | Spagna (bandiera)      | D     | David Navarro               |
| 5  | Spagna (bandiera)      | D     | Carlos Marchena (capitano)  |
| 6  | Spagna (bandiera)      | C     | David Albelda               |
| 7  | Spagna (bandiera)      | A     | David Villa (vice capitano) |
| 8  | Spagna (bandiera)      | C     | Rubén Baraja                |
| 9  | Serbia (bandiera)      | A     | Nikola Žigić                |
| 10 | Spagna (bandiera)      | C     | Juan Manuel Mata            |
| 13 | Spagna (bandiera)      | P     | Miguel Ángel Moyà           |
| 14 | Spagna (bandiera)      | C     | Vicente                     |

| N. |                       | Ruolo | Calciatore                 |
| -- | --------------------- | ----- | -------------------------- |
| 15 | Spagna (bandiera)     | D     | Ángel Dealbert             |
| 17 | Spagna (bandiera)     | C     | Joaquín                    |
| 18 | Portogallo (bandiera) | C     | Manuel Fernandes           |
| 19 | Spagna (bandiera)     | C     | Pablo Hernández            |
| 20 | Spagna (bandiera)     | D     | Alexis                     |
| 21 | Spagna (bandiera)     | C     | David Silva                |
| 22 | Francia (bandiera)    | D     | Jérémy Mathieu             |
| 23 | Portogallo (bandiera) | D     | Miguel                     |
| 24 | Argentina (bandiera)  | C     | Éver Banega                |
| 25 | Argentina (bandiera)  | A     | Alejandro Damián Domínguez |
| 28 | Spagna (bandiera)     | C     | Jordi Alba                 |
| 29 | Spagna (bandiera)     | A     | Daniel Olcina              |
| 30 | Spagna (bandiera)     | C     | Míchel                     |